# Pagiophloeus
Pagiophloeus är ett släkte av skalbaggar. Pagiophloeus ingår i familjen vivlar.

## Dottertaxa tillPagiophloeus, i alfabetisk ordning[1]
- Pagiophloeus albospilotus
- Pagiophloeus andrewesi
- Pagiophloeus aphya
- Pagiophloeus bicaudatus
- Pagiophloeus bidentulus
- Pagiophloeus bispinulus
- Pagiophloeus carinirostris
- Pagiophloeus cervinus
- Pagiophloeus clathratus
- Pagiophloeus consimilis
- Pagiophloeus costatus
- Pagiophloeus cribratus
- Pagiophloeus cribripennis
- Pagiophloeus cruciatus
- Pagiophloeus deminutus
- Pagiophloeus distinctus
- Pagiophloeus elongatus
- Pagiophloeus fletcheri
- Pagiophloeus fruhstorferi
- Pagiophloeus furcatus
- Pagiophloeus galloisi
- Pagiophloeus gigas
- Pagiophloeus horsfieldi
- Pagiophloeus hylobioides
- Pagiophloeus inconspectus
- Pagiophloeus insularis
- Pagiophloeus javanicus
- Pagiophloeus jordani
- Pagiophloeus kalshoveni
- Pagiophloeus kanoi
- Pagiophloeus koreanus
- Pagiophloeus lagunensis
- Pagiophloeus lateralis
- Pagiophloeus levipectus
- Pagiophloeus linnei
- Pagiophloeus longiclavis
- Pagiophloeus longirostris
- Pagiophloeus macilentus
- Pagiophloeus malignus
- Pagiophloeus minowai
- Pagiophloeus miser
- Pagiophloeus naso
- Pagiophloeus notatus
- Pagiophloeus okinawanus
- Pagiophloeus orientalis
- Pagiophloeus pacatus
- Pagiophloeus pacca
- Pagiophloeus papulosus
- Pagiophloeus praefectus
- Pagiophloeus productus
- Pagiophloeus proximus
- Pagiophloeus pumilus
- Pagiophloeus pustulatus
- Pagiophloeus radicis
- Pagiophloeus roelofsi
- Pagiophloeus rotundicollis
- Pagiophloeus rubidus
- Pagiophloeus rusticus
- Pagiophloeus rühli
- Pagiophloeus schultzei
- Pagiophloeus septemcarinatus
- Pagiophloeus sexpunctatus
- Pagiophloeus shikokuensis
- Pagiophloeus sibuyanus
- Pagiophloeus sparsus
- Pagiophloeus sparsutus
- Pagiophloeus subcaudatus
- Pagiophloeus subinflatus
- Pagiophloeus umbricidus
- Pagiophloeus unifasciatus
- Pagiophloeus virgatus
- Pagiophloeus visayus
- Pagiophloeus yakui